# ジョン・スコット・ケルティ
サー・ジョン・スコット・ケルティ（Sir John Scott Keltie FRGS RSS、1840年3月29日 - 1927年1月12日）は、おもに王立地理学会における活動で知られる、スコットランドの地理学者。

## 経歴
ケルティは、ダンディーに生まれ、パースで学校教育を受けた。大学は、セント・アンドルーズ大学とエディンバラ大学に学んだ。さらに、エディンバラのスコットランド一致長老教会の神学校 (Theological Hall) にも学んだが、聖職には進まなかった。
1871年にロンドンへ移り住んでマクミラン出版社に勤め、1973年に学術誌『ネイチャー』の副編集長となったが、やがてその傍ら、地理学に関する記事を『タイムズ』紙に寄稿するようになった。1880年には、マクミランが出版する『The Statesman's Yearbook』の編集長となった。
1883年、ケルティは王立地理学会に入会し、程なくして学会活動に深く関わるようになった。1884年には地理教育調査員 (Inspector of Geographical Education) に任じられ、イギリスにおける地理教育の状況を検討する作業を行い、影響力が大きかった150ページの報告書をまとめた。1885年には学会司書 (Society's librarian) となり、1892年にヘンリー・ウォルター・ベイツが死去すると、学会書記助手 (Assistant Secretary of the Society) となったが、当時は正式な書記 (Secretary) が貴族から選ばれた形式上の存在であったため、これは事実上の書記＝事務局長にあたる職であった。ケルティが最初に取り組んだ仕事のひとつは、『Proceedings of the Royal Geographical Society』を復活させる形で、1893年に『Geographical Journal』を創刊し、より広い読者に訴えかけることであった。1896年には、正式に書記に就任した。
ケルティは、1915年に学会書記を退職し、アーサー・ロバート・ヒンクスが後任となったが、ケルティは、ヒンクスとともに『Geographical Journal』の共同編集者として1917年まで名を連ねた。
ケルティは、1927年にロンドンで死去した。

## 受賞
ケルティは、その長い経歴の間に、様々な賞を贈られた。1917年には、王立地理学会からヴィクトリア・メダルを贈られた。また、アメリカ地理学協会のカラム地理学メダルや、パリ地理学会、王立スコットランド地理学会からの金メダルも受賞した
1918年には、下級勲爵士に叙された。

## 大衆文化の中で
2016年の映画『ロスト・シティZ 失われた黄金都市』では、クライヴ・フランシスがケルティを演じた。